# Lijst van Bilderbergconferenties
Dit is een lijst van tot op heden gehouden Bilderbergconferenties. Vermeld zijn de datum en de locatie.
| Editie                         | Datum                     | Locatie                                                               |
| ------------------------------ | ------------------------- | --------------------------------------------------------------------- |
| Bilderbergconferentie 1954     | 29 t/m 31 mei 1954        | Nederland, Hotel De Bilderberg, Oosterbeek                            |
| Bilderbergconferentie 1955 (1) | 18 t/m 20 maart 1955      | Frankrijk, Barbizon                                                   |
| Bilderbergconferentie 1955 (2) | 22 t/m 25 september 1955  | Duitsland, Garmisch-Partenkirchen                                     |
| Bilderbergconferentie 1956     | 11 t/m 13 mei 1956        | Denemarken, Fredensborg                                               |
| Bilderbergconferentie 1957 (1) | 15 t/m 17 februari 1957   | Verenigde Staten, St. Simons Island, Georgia                          |
| Bilderbergconferentie 1957 (2) | 4 t/m 6 oktober 1957      | Italië, Fiuggi                                                        |
| Bilderbergconferentie 1958     | 13 t/m 15 september 1958  | Verenigd Koninkrijk, Palace Hotel, Buxton, Engeland                   |
| Bilderbergconferentie 1959     | 18 t/m 20 september 1959  | Turkije, Yeşilköy                                                     |
| Bilderbergconferentie 1960     | 28 t/m 29 mei 1960        | Zwitserland, Burgenstock                                              |
| Bilderbergconferentie 1961     | 21 t/m 23 april 1961      | Canada, St. Castin                                                    |
| Bilderbergconferentie 1962     | 18 t/m 20 mei 1962        | Zweden, Saltsjöbaden                                                  |
| Bilderbergconferentie 1963     | 29 t/m 31 mei 1963        | Frankrijk, Cannes                                                     |
| Bilderbergconferentie 1964     | 20 t/m 22 maart 1964      | Verenigde Staten, Williamsburg, Virginia                              |
| Bilderbergconferentie 1965     | 2 t/m 4 april 1965        | Italië, Villa d'Este, Comomeer                                        |
| Bilderbergconferentie 1966     | 25 t/m 27 maart 1966      | Duitsland, Wiesbaden                                                  |
| Bilderbergconferentie 1967     | 31 maart t/m 2 april 1967 | Verenigd Koninkrijk, Cambridge, Engeland                              |
| Bilderbergconferentie 1968     | 26 t/m 28 april 1968      | Canada, Mont Tremblant                                                |
| Bilderbergconferentie 1969     | 9 t/m 11 mei 1969         | Denemarken, Marienlyst                                                |
| Bilderbergconferentie 1970     | 17 t/m 19 april 1970      | Zwitserland, Bad Ragaz                                                |
| Bilderbergconferentie 1971     | 23 t/m 25 april 1971      | Verenigde Staten, Woodstock, Vermont                                  |
| Bilderbergconferentie 1972     | 21 t/m 23 april 1972      | België, Knokke                                                        |
| Bilderbergconferentie 1973     | 11 t/m 13 mei 1973        | Zweden, Saltsjöbaden                                                  |
| Bilderbergconferentie 1974     | 19 t/m 21 april 1974      | Frankrijk, Hotel Mont d'Arbois, Megeve                                |
| Bilderbergconferentie 1975     | 25 t/m 27 april 1975      | Turkije, Gouden Dolfijn Hotel, Çeşme                                  |
| Bilderbergconferentie 1976     | Geen conferentie          |                                                                       |
| Bilderbergconferentie 1977     | 22 t/m 24 april 1977      | Verenigd Koninkrijk, Torquay, Engeland                                |
| Bilderbergconferentie 1978     | 21 t/m 23 april 1978      | Verenigde Staten, Princeton, New Jersey                               |
| Bilderbergconferentie 1979     | 27 t/m 29 april 1979      | Oostenrijk, Baden                                                     |
| Bilderbergconferentie 1980     | 18 t/m 20 april 1980      | Duitsland, Aken                                                       |
| Bilderbergconferentie 1981     | 14 t/m 17 mei 1981        | Zwitserland, Burgenstock                                              |
| Bilderbergconferentie 1982     | 14 t/m 16 mei 1982        | Noorwegen, Sandefjord                                                 |
| Bilderbergconferentie 1983     | 13 t/m 15 mei 1983        | Canada, Montebello                                                    |
| Bilderbergconferentie 1984     | 11 t/m 13 mei 1984        | Zweden, Saltsjöbaden                                                  |
| Bilderbergconferentie 1985     | 10 t/m 12 mei 1985        | Verenigde Staten, Rye Brook, New York                                 |
| Bilderbergconferentie 1986     | 25 t/m 27 april 1986      | Verenigd Koninkrijk, Gleneagles, Schotland                            |
| Bilderbergconferentie 1987     | 24 t/m 26 april 1987      | Italië, Villa d'Este, Cernobbio                                       |
| Bilderbergconferentie 1988     | 3 t/m 5 juni 1988         | Oostenrijk, Telfs-Buchen                                              |
| Bilderbergconferentie 1989     | 12 t/m 14 mei 1989        | Spanje, La Toya                                                       |
| Bilderbergconferentie 1990     | 11 t/m 13 mei 1990        | Verenigde Staten, Rockefeller Hotel, Glen Cove, New York              |
| Bilderbergconferentie 1991     | 6 t/m 9 juni 1991         | Duitsland, Baden-Baden                                                |
| Bilderbergconferentie 1992     | 21 t/m 24 mei 1992        | Frankrijk, Évian-les-Bains                                            |
| Bilderbergconferentie 1993     | 22 t/m 25 april 1993      | Griekenland, Vouliagmeni                                              |
| Bilderbergconferentie 1994     | 2 t/m 5 juni 1994         | Finland, Helsinki                                                     |
| Bilderbergconferentie 1995     | 8 t/m 11 juni 1995        | Zwitserland, Burgenstock                                              |
| Bilderbergconferentie 1996     | 30 mei t/m 2 juni 1996    | Canada, King City, Ontario                                            |
| Bilderbergconferentie 1997     | 12 t/m 15 juni 1997       | Verenigde Staten, Lake (Sidney) Lanier Island, Georgia                |
| Bilderbergconferentie 1998     | 14 t/m 18 mei 1998        | Verenigd Koninkrijk, Turnberry, Schotland                             |
| Bilderbergconferentie 1999     | 3 t/m 6 juni 1999         | Portugal, Sintra                                                      |
| Bilderbergconferentie 2000     | 1 t/m 4 juni 2000         | België, Château du Lac Hôtel, Genval                                  |
| Bilderbergconferentie 2001     | 24 mei t/m 28 mei 2001    | Zweden, Stenungsbaden, Stenungsund bij Gotenburg                      |
| Bilderbergconferentie 2002     | 30 mei t/m 2 juni 2002    | Verenigde Staten, Westfield Marriott Hotel, Chantilly, Virginia       |
| Bilderbergconferentie 2003     | 15 t/m 18 mei 2003        | Frankrijk, Versailles                                                 |
| Bilderbergconferentie 2004     | 3 t/m 6 juni 2004         | Italië, Grand Hôtel des Îles Borromées, Stresa                        |
| Bilderbergconferentie 2005     | 5 t/m 8 mei 2005          | Duitsland, Dorint Sofitel Seehotel Überfahrt Tegernsee, Rottach-Egern |
| Bilderbergconferentie 2006     | 8 t/m 11 juni 2006        | Canada, Hotel te Kanata, Ottawa                                       |
| Bilderbergconferentie 2007     | 31 mei t/m 3 juni 2007    | Turkije, Ritz-Carlton Hotel, Istanboel                                |
| Bilderbergconferentie 2008     | 5 t/m 8 juni 2008         | Verenigde Staten, Westfields Marriott hotel, Chantilly, Virginia      |
| Bilderbergconferentie 2009     | 14 t/m 17 mei 2009        | Griekenland, Vouliagmeni                                              |
| Bilderbergconferentie 2010     | 3 t/m 6 juni 2010         | Spanje, Sitges                                                        |
| Bilderbergconferentie 2011     | 9 t/m 12 juni 2011        | Zwitserland, Suvretta House, St. Moritz                               |
| Bilderbergconferentie 2012     | 30 mei t/m 3 juni 2012    | Verenigde Staten, Westfields Marriott Hotel, Chantilly, Virginia      |
| Bilderbergconferentie 2013     | 6 t/m 9 juni 2013         | Verenigd Koninkrijk, The Grove, Watford, Hertfordshire                |
| Bilderbergconferentie 2014     | 29 mei t/m 1 juni 2014    | Denemarken, Marriott Hotel, Kopenhagen                                |
| Bilderbergconferentie 2015     | 11 t/m 14 juni 2015       | Oostenrijk, Interalpen-Hotel Tyrol, Telfs-Buchen, Tirol               |
| Bilderbergconferentie 2016     | 9 t/m 12 juni 2016        | Duitsland, Hotel Taschenbergpalais Kempinski, Dresden                 |
| Bilderbergconferentie 2017     | 1 t/m 4 juni 2017         | Verenigde Staten, Westfields Marriott Hotel, Chantilly, Virginia      |
| Bilderbergconferentie 2018     | 7 t/m 10 juni 2018        | Italië, Hotel NH Torino Lingotto Congress, Turijn                     |
| Bilderbergconferentie 2019     | 30 mei - 2 juni 2019      | Zwitserland, Montreux                                                 |
| 2020                           | Geen conferentie          |                                                                       |
| 2021                           | Geen conferentie          |                                                                       |
| Bilderbergconferentie 2022     | 2 juni - 5 juni           | Verenigde Staten, Washington                                          |
| Bilderbergconferentie 2023     | 18 mei - 21 mei           | POR, Pestana Palace, Lissabon                                         |
| Bilderbergconferentie 2024     | 30 mei – 2 juni           | ESP, Mirasierra, Madrid                                               |
| Bilderbergconferentie 2025     | 12 juni - 15 juni         | Zweden, Grand Hôtel, Stockholm                                        |

1954 ·
1955 (1) ·
1955 (2) ·
1956 ·
1957 (1) ·
1957 (2) ·
1958 ·
1959 ·
1960 ·
1961 ·
1962 ·
1963 ·
1964 ·
1965 ·
1966 ·
1967 ·
1968 ·
1969 ·
1970 ·
1971 ·
1972 ·
1973 ·
1974 ·
1975 ·
(1976) ·
1977 ·
1978 ·
1979 ·
1980 ·
1981 ·
1982 ·
1983 ·
1984 ·
1985 ·
1986 ·
1987 ·
1988 ·
1989 ·
1990 ·
1991 ·
1992 ·
1993 ·
1994 ·
1995 ·
1996 ·
1997 ·
1998 ·
1999 ·
2000 ·
2001 ·
2002 ·
2003 ·
2004 ·
2005 ·
2006 ·
2007 ·
2008 ·
2009 ·
2010 ·
2011 ·
2012 ·
2013 ·
2014 ·
2015 ·
2016 ·
2017 ·
2018 ·
2019 ·
2020 ·
2021 ·
2022 ·
2023